# Farciennes
Farciennes (valonă Fårcene) este o comună francofonă din regiunea Valonia din Belgia. Comuna Farciennes este formată din localitățile Farciennes și Pironchamps. Suprafața sa totală este de 10,39 km². La 1 ianuarie 2008 avea o populație totală de 10.998 locuitori. 
Comuna Farciennes se învecinează cu comunele Aiseau-Presles, Châtelet, Fleurus și Sambreville.